# هیروتاکا اوکادا
هیروتاکا اوکادا (انگلیسی: Hirotaka Okada؛ زادهٔ ۱۹۶۷) جودوکار اهل ژاپن بود.
وی در مسابقات کشوری و بین‌المللی در مجموع برندهٔ ۴ مدال طلا، ۱ مدال برنز شده‌است.